# HCW世界女子王座
HCW世界女子王座（HCWせかいじょしおうざ、HCW World Women's Championship）は、HCWが管理、認定していた王座。

## 歴史
1999年、AWAスーパースターズがAWA世界女子王座を創設。
2006年10月、管理団体が業務提携を結んでいるプロレスリングZERO1-MAXの女子部「プロレスリングSUN」に移った。
2007年12月、管理団体がAWAスーパースターズの傘下団体であるハワイのHCWに移って王座名をHCW世界女子王座に変更。
2008年7月、封印。

## 歴代王者

### AWA世界女子王座（AWAスーパースターズ版）
| 歴代  | 選手                 | 戴冠回数 | 防衛回数 | 獲得日付      | 獲得場所 （対戦相手・その他）                                           |
| ----- | -------------------- | -------- | -------- | ------------- | ----------------------------------------------------------------------- |
| 初代  | シェリー・マーテル   | 1        | 不明     | 1999年5月     | アメリカ AWAスーパースターズが王者に認定 2006年空位                     |
| 第2代 | 高橋奈苗             | 1        | 0        | 2006年10月1日 | 後楽園ホール アフリカ55                                                 |
| 第3代 | アメージング・コング | 1        | 不明     | 2007年1月14日 | 後楽園ホール                                                            |
| 第4代 | 高橋奈苗             | 2        | 0        | 2007年5月13日 | カリフォルニア州ロサンゼルス 2007年5月14日空位                          |
| 第5代 | 高橋奈苗             | 3        | 0        | 2007年5月27日 | 後楽園ホール アメージング・コング、ウェスナ・ビュジックによる3WAYマッチ |
| 第6代 | ジェイミーD          | 1        | 不明     | 2007年8月5日  | 新宿FACE                                                                |
| 第7代 | 前村早紀             | 1        | 不明     | 2007年10月7日 | 大阪府立体育会館第2競技場                                               |

### HCW世界女子王座
| 歴代 | 選手   | 獲得日付       | 獲得場所 （対戦相手・その他）           |
| ---- | ------ | -------------- | --------------------------------------- |
| 初代 | Hikaru | 2007年12月16日 | ハワイ州ホノルル 前村早紀 2008年7月封印 |